# 2007年の映画/1月
- 2日
  - 恋人たちの失われた革命（ フランス）
- 4日
  - こおろぎ嬢（ 日本）
  - 虹色★ロケット（ 日本）
- 6日
  - シー・ノー・イーヴル/肉鉤のいけにえ（ アメリカ合衆国）
  - 山田広野のサバイバル・ビーチ（ 日本）
- 13日
  - ラッキーナンバー7（ アメリカ合衆国）
  - 沈黙の奪還（ アメリカ合衆国）
  - モンスター・ハウス（ アメリカ合衆国/アニメ）
  - jackass number two（ アメリカ合衆国）
  - 愛の流刑地（ 日本）
  - 悪夢探偵（ 日本）
  - シネマ歌舞伎 京鹿子娘二人道成寺（ 日本）
  - 子宮の記憶 ここにあなたがいる（ 日本）
  - 刺青 堕ちた女郎蜘蛛（ 日本）
  - スキトモ（ 日本）
  - パイルドライバー（ 日本）
  - ハミングライフ（ 日本）
  - 妖怪奇談（ 日本）
- 20日
  - ディパーテッド（ アメリカ合衆国）
  - マリー・アントワネット（ アメリカ合衆国）
  - 不都合な真実（ アメリカ合衆国）
  - マイ・シネマトグラファー（ アメリカ合衆国）
  - ブラザーズ・オブ・ザ・ヘッド（ イギリス）
  - ラフ・カット&レディ・ダブド（ イギリス）
  - エレクション（ 香港）
  - マジシャンズ（ 韓国）
  - 朱霊たち（ 日本）
  - それでもボクはやってない（ 日本）
  - 筆子・その愛 -天使のピアノ-（ 日本）
  - 僕は妹に恋をする（ 日本）
- 27日
  - 幸せのちから（ アメリカ合衆国）
  - フリーダムランド（ アメリカ合衆国）
  - ワサップ!（ アメリカ合衆国）
  - グアンタナモ、僕達が見た真実（ イギリス）
  - ルワンダの涙（ イギリス・ ドイツ）
  - 輝く夜明けに向かって（ フランス・ イギリス・ 南アフリカ共和国・ アメリカ合衆国）
  - フィレーネのキライなこと（ オランダ）
  - 夏物語（ 韓国）
  - あなたを忘れない（ 日本・ 韓国）
  - FM89.3（ 日本）
  - over8（ 日本）
  - おばちゃんチップス（ 日本）
  - 幸福な食卓（ 日本）
  - 炬燵猫（ 日本）
  - 魂萌え!（ 日本）
  - どろろ（ 日本）
  - ユメ十夜（ 日本）
  - Life（ 日本）
- 28日
  - キムチを売る女（ 韓国・ 中国）